# Langue directe-inverse
 (décembre 2012).
Pour un article plus général, voir structure d'actance.
La définition d’une langue directe-inverse reste à préciser, mais est généralement comprise comme impliquant des constructions syntaxiques différentes pour les prédications transitives selon les positions relatives de leurs sujet et objet selon une hiérarchie des personnes, qui résulte d’une combinaison de saillance et animéité spécifique à une langue quelconque.

## Explication
La construction directe est la construction non marquée. Elle s’emploie quand le sujet de la proposition transitive a un rang plus haut dans la hiérarchie que l’objet, tandis que la construction inverse s’emploie quand l’objet est d’un rang plus haut que celui du sujet. L’existence d’un tel système morphosyntaxique s’accompagne souvent d’un système morphosyntaxique proximate-obviative, cette dernière dimension étant subsumée dans la dimension directe-inverse.
Du point de vue trans-linguistique, l’obviation implique presque toujours la troisième personne, mais il y aurait de l’obviation de la seconde personne dans quelques langues nilo-sahariennes. L'alternance directe-inverse est généralement présentée comme une façon de marquer la distinction entre proximate et obviatif[Quoi ?]  entre deux arguments de troisième personne dans une phrase.
Cependant, il y a au moins deux langues du Mésoamérique, le zoque et le huastèque, qui ont des systèmes inverses dont la construction syntaxique inverse ne s’emploie jamais quand le sujet et l’objet sont à la troisième personne mais seulement lorsqu’un des arguments est à la troisième personne et l’autre est un des participants dans la conversation (à la première ou deuxième personne).

## Variation morphosyntaxique
Il n’existe aucun trait morphologique ou syntaxique qui soit commun à tous les systèmes du type inverse.
Les systèmes inverses régissant les verbes coexistent avec les alignements morphosyntaxiques des noms. Dans quelques langues inverses, dont toutes les langues inverses mésoaméricaines, l’alternance entre les cas direct et inverse change la structure d’actance ; dans ce cas, la langue en question possède un alignement dit hiérarchique.
Klaiman a proposé quatre propriétés communes à toute langue inverse,, :
1. Les arguments principaux des prédicats transitifs sont classés dans une hiérarchie de saillance, topicalité ou animéité;
2. Seuls les prédicats transitifs peuvent participer à l'alternance directe-inverse;
3. Une formule morphosyntaxique devrait être utilisée pour signaler si l’argument le plus saillant est conceptuellement le sujet ou l’objet;
4. L’alternance direct-inverse n’entraîne pas la détransivisation[pas clair].

Des langues qui sont conformes à cette définition de Klaiman sont : le maasaï, le karib, le huastèque, le tchouktche, les langues algonquiennes, quelques langues athapascanes telles le koyukon et le navajo, des langues isolées telles le mapudungun et le movima, les langues rGyalrong, qui font partie des langues sino-tibétaines ; et quelques langues mixe-zoque. Cependant, l’oleutèque, qui fait partie des langues mixes, aurait un système inverse qui n’est pas conforme à la deuxième règle, car certains verbes intransitifs, ainsi que les formes passives des verbes ditransitifs, peuvent eux aussi prendre la construction inverse.

### Morphologie inverse en ojibwé
En ojibwé, langue algonquienne de l’Amérique du Nord, la hiérarchie entre les personnes est comme suit : 2e personne > 1re personne > 3e personne proche > 3e personne obviative. La morphologie de l’ojibwe n’ayant de distinctions de cas (un groupe nominal en ojibwe ne change donc pas lorsque changent ses relations aux autres constituants de la phrase), la seule manière de distinguer le sujet de l’objet dans un verbe transitif à deux arguments est l’emploi des suffixes direct et inverse. Un suffixe direct indique qu'une personne occupant un plus haut rang dans la hiérarchie qui fait l’action sur quelqu’un qui occupe un rang plus bas :
| obizindawaan          |          |         |            |
| o-                    | bizindaw | -aa     | -n         |
| 3-                    | écouter  | -DIRECT | -3OBVIATIF |
| « Il écoute l'autre » |          |         |            |

Un suffixe inverse indique qu'une personne d’un rang plus bas qui effectue l’action sur une personne d’un rang plus élevé dans la hiérarchie (par exemple, le locuteur sur son allocutaire ou une 3e personne obviative sur une 3e personne non obviative) :
| obizindawigoon       |          |          |            |
| o-                   | bizindaw | -igoo    | -n         |
| 3-                   | écouter  | -INVERSE | -3OBVIATIF |
| « L'autre l'écoute » |          |          |            |

On en constate que la seule différence entre ces deux verbes est l’opposition entre direct et inverse, plutôt que les marques de cas, l’ordre des morphèmes ou l’ordre des mots (où des éléments nominaux séparés sont employés).
La phrase suivante montre que la dimension direct-inverse est distincte de celles relevant de la voix et de la transitivité.
| bizindaawaa       |         |
| bizindaw          | -aa     |
| écouter           | -PASSIF |
| « Il est écouté » |         |

### Inverse sémantique et pragmatique en sahaptin
Le sahaptin, langue amérindienne du nord-ouest des États-Unis, possède un inverse marqué par le préfixe verbal pá-. Ce préfixe indique l'action transitive de la 2e à la 1re personne lorsque les deux arguments participent à l'acte du langage (il s'agit autrement dit du marquage de l'ergatif sur le sujet à la 2e personne d'un verbe transitif dont l'objet est à la 1re personne). On peut appeler cela l'inverse sémantique.
| q̓ínušamaš      |      |          |      |
| q̓ínu           | -ša  | =maš     |      |
| voir           | -ASP | =1SG/2SG |      |
| « Je te vois » |      |          |      |
| páq̓inušanam    |      |          |      |
| pá-            | q̓inu | -ša      | =nam |
| INV-           | voir | -ASP     | =2SG |
| « Tu me vois » |      |          |      |

Ce pá- en Sahaptin n’apparaît pas avec des actions transitives entre les participants à l'acte du langage et la 3e personne, mais il apparaît entre des arguments de troisième personne. Des propositions comme celles qui suivent démontrent la différence : dans l’inverse le patient sémantique est coréférentiel avec le sujet de la proposition précédente. On peut appeler cela un inverse pragmatique.
| wínš iq̓ínušana wapaanłáan ku iʔíƛ̓iyawiya paanáy |       |      |       |          |      |    |       |          |        |         |
| wínš                                            | i-    | q̓ínu | -šana | wapaanłá | -an  | ku | i-    | ʔíƛ̓iyawi | -ya    | paanáy  |
| homme                                           | 3NOM- | voir | -ASP  | grizzli  | -ACC | et | 3NOM- | tuer     | -PASSÉ | 3ACC.SG |
| « L'homme a vu le grizzli et il l'a tué »       |       |      |       |          |      |    |       |          |        |         |
| wínš iq̓ínušana wapaanłáan ku páʔiƛ̓iyawiya       |       |      |       |          |      |    |       |          |        |         |
| wínš                                            | i-    | q̓ínu | -šana | wapaanłá | -an  | ku | pá-   | ʔiƛ̓iyawi | -ya    |         |
| homme                                           | 3NOM- | voir | -ASP  | grizzli  | -ACC | et | INV-  | tuer     | -PASSÉ |         |
| « L'homme a vu le grizzli et celui-ci l'a tué » |       |      |       |          |      |    |       |          |        |         |

Bien que l'inverse pragmatique topicalise le patient, l'élément nominal de celui-ci (le cas échéant) conserve la marque de l’accusatif.
| ku páʔiƛ̓iyawiya paanáy                  |      |          |        |         |
| ku                                      | pá-  | ʔiƛ̓iyawi | -ya    | paanáy  |
| et                                      | INV- | tuer     | -PASSÉ | 3ACC.SG |
| « et il [non-humain] l'a tué [humain] » |      |          |        |         |

### Pour en savoir plus
- (en) B. Bickel, « In the vestibule of meaning: transitivity inversion as a morphological phenomenon », Studies in Language, vol. 19,‎ 1995, p. 73–127
- (en) Bernard Comrie, « Inverse verb forms in Siberia: evidence from Chukchee, Koryak, and Kamchadal », Folia Linguistica Historica, vol. 1, no 1,‎ 1980, p. 61–74
- (en) Spike Gildea, Semantic and pragmatic inverse : "inverse alignment" and "inverse voice" : in Carib of Surinam, John Benjamins, 1994 (ISBN 978-1-55619-420-7)
- (en) Guillaume Jacques, « The inverse in Japhug Rgyalrong - Workshop on Tibeto-Burman Languages of Sichuan », Taipei, Academia Sinica, 2008, p. 127–157
- (en) Fernando Zúñiga, Deixis and Alignment. Inverse systems in indigenous languages of the Americas., Amsterdam/Philadelphie, John Benjamins, 2006, 309 p. (ISBN 978-90-272-2982-3, lire en ligne)